# Parada Cabrera
Parada Cabrera ist eine Ortschaft in Uruguay.

## Geographie
Sie befindet sich im Westen des Departamento Canelones in dessen Sektor 1 südlich der Departamento-Hauptstadt Canelones. Wenige Kilometer nördlich liegen Barrio Remanso und Juanicó. Im Süden grenzt Parada Cabrera unmittelbar an Instituto Adventista.

## Infrastruktur
Durch Parada Cabrera führt die Ruta 5.

## Einwohner
Die Einwohnerzahl von Parada Cabrera beträgt 409. (Stand: 2011)
| Jahr | Einwohner |
| ---- | --------- |
| 1963 | -         |
| 1975 | 432       |
| 1985 | 294       |
| 1996 | 341       |
| 2004 | 325       |
| 2011 | 409       |

Quelle: Instituto Nacional de Estadística de Uruguay